# Arlberský silniční tunel
Arlberský silniční tunel (německy Arlberg Straßentunnel) je silniční tunel na Rakouské rychlostní silnici S16 (Arlberg Schnellstraße) v Lechtalských Alpách pod Arlberským průsmykem ve spolkových zemích Tyrolsko a Vorarlbersko. Se svojí délkou necelých 14 km je nejdelším rakouským tunelem a 3. nejdelším tunelem v Evropě.
Mýtné za průjezd tunelem činí 12,50 €.

## Popis
Tunel má pouze jeden tubus. Výstavba tunelu začala v roce 1974, k průrazu došlo v roce 1977 a k dokončení a zprovoznění v roce 1978. Stavba stála 4 miliardy tehdejších rakouských šilinků.
V tunelu se nacházejí nejhlubší větrací šachty v Evropě, které dosahují hloubky 736 m. Tunel je také spojen únikovými chodbami se souběžným železničním tunelem. Zajímavostí také je, že se tunel stavebně skládá z tunelů dvou. Hlavní tunel, jenž má délku cca 10,5 km na tyrolské straně končí před St. Antonem, protože, ač uzavřený, překonává potok Rossana a dalšími 3 kilometry tvoří obchvat St. Antonu.